# Karl-Schneider-Preis
Der Karl-Schneider-Preis ist ein Kunstpreis der Freien und Hansestadt Hamburg. 1985 wurde dieser Preis unter dem Namen „Preis für das Kunsthandwerk“ erstmals verliehen. Ab 1995 wurde er zu Ehren des Architekten Karl Schneider (1892–1945) umbenannt. Die Preisverleihung erfolgt alle zwei Jahre durch eine Jury und wird an Künstler aus den Bereichen Angewandte Kunst und Design verliehen.
Der seit 1985 existierende Kunstpreis ist dotiert mit einer Förderungssumme von 8.000 Euro.
Eine Eigenbewerbung der Künstler ist nicht möglich.
Der Preis wurde auch nachträglich verliehen, so an Hendrike Farenholtz für 2011 erst Ende 2012 und an das Studio Besau-Marguerre für 2015 sogar erst 2017.

## Preisträger

### Preis für das Kunsthandwerk
- 1985: Anka Kröhnke, Weberin
- 1987: Bruno K. Wiese, Designer
- 1989: Wilfried Moll, Silberschmied
- 1991: Yutaka Hasegawa (Yuka), Modedesigner
- 1993: Jan Adam, Glaskünstler

### Karl-Schneider-Preis
- 1995: Torsten Neeland, Designer
- 1997: Hans Hansen, deutscher Fotograf
- 1999: Rolf Heide, Designer
- 2001: Hilde Leiss, Galeristin
- 2003: Peter Schmidt, Designer
- 2005: Sibilla Pavenstedt, Modedesignerin
- 2007: Katja Haß, Bühnenbildnerin
- 2009: Jovica Veljović, Schriftdesigner
- 2011: Hendrike Farenholtz, Kunsttischlerin
- 2013: Rocket & Wink, Designagentur
- 2015: Besau-Marguerre, Hamburger Design-Studio